# Dicologlossa hexophthalma
La acedía ocelada (Dicologlossa hexophthalma) es una especie de pez pleuronectiforme de la familia Soleidae.

## Hábitat
Vive en aguas poco profundas pero, a veces, se ha observado a 150 metros de profundidad.

## Distribución
Se encuentra en las  costas de Portugal,  Madeira, la costa oeste de África desde  Mauritania hasta Sierra Leona, el golfo de Guinea,  Congo y Angola. También en el Mediterráneo occidental.